# Christopher Ray
Christopher Ray (* 30. Juli 1977 in Florida, Missouri) ist ein US-amerikanischer Filmregisseur und -produzent diverser B-Filme. 

## Leben
Christopher Ray ist der Sohn des als B-Film-Regisseur tätigen Fred Olen Ray.  
Als Kind und Jugendlicher war Ray in verschiedenen Kleinstrollen in Filmen seines Vaters zu sehen. Ab Mitte der 1990er Jahre war er als second assistant director, später auch first assistant director an Produktionen insbesondere  von Fred Olen Ray beteiligt. 
2008 trat er erstmals als Regisseur in Erscheinung und inszenierte Material für die Fernsehserie Road to Rhythm. 2009 drehte Ray mit Reptisaurus seinen ersten Spielfilm. Mit Mega Shark vs Crocosaurus (2010), Thor – Der Allmächtige (2011) sowie 2-Headed Shark Attack (2012) inszenierte er drei weitere Low-Budget-Produktionen, ganz in der Tradition seines Vaters. Weitere Filme folgten. Als Line Producer begleitete Ray seit 2010 mehrere Produktionen wie bspw. Titanic 2 – Die Rückkehr (2010), die ebenfalls für die Filmproduktionsfirma The Asylum inszeniert wurden. 
Im Jahre 2010 war er als Standfotograf für mehrere Produktionen seines Vaters tätig. Ebenso wie dieser verwendet Ray häufig  Abwandlungen seines Namens.
2012 gewann er den Bill Cothron Best Emerging Filmmaker Award.

## Filmografie (Auswahl)
- 2010: Mega Shark vs. Crocosaurus
- 2011: Thor – Der Allmächtige (Almighty Thor)
- 2012: 2-Headed Shark Attack
- 2012: Shark Week – 7 Tage, 7 Haie
- 2014: Asteroid vs Earth
- 2014: Mercenaries
- 2015: They Want Dick Dickster
- 2015: Mega Shark vs. Kolossus
- 2015: 3-Headed Shark Attack
- 2015: A House Is Not a Home
- 2017: Circus Kane
- 2018: Minutes to Midnight
- 2018: Dick Dickster
- 2019: Staged Killer
- 2019: 2nd Chance for Christmas
- 2023: Battle of the Atlantic – America vs Russia (Top Gunner: Battle of the Atlantic)
- 2023: Methgator
- 2024: War of the Worlds – Extinction